# Cleveland Browns
A Cleveland Browns egy profi amerikaifutball-csapat, amelynek székhelye az Ohio állambeli Clevelandben van. Az AFC északi divíziójában játszanak az Nemzeti Futball-ligában. A csapat 1946-tól játszott az Össz-Amerikaifutball Konferencia (All-America Football Conference - AAFC) tagjaként. Az NFL-hez 1950-ben csatlakoztak, miután az AAFC megszűnt.
A csapat összesen nyolc bajnoki címet szerzett. Megnyerték mind a négy AAFC-címet, majd miután csatlakoztak az NFL-hez, még négy bajnoki címet gyűjtöttek össze, mielőtt az NFL az AFL-lel összeolvadt volna 1970-ben. A két liga összeolvadása után a Browns egyike volt annak a három NFL-csapatnak, akik a tíz korábban az AFL-ben játszó csapatokhoz csatlakozva megalapított az új AFC-t. Bár a hatodik legmagasabb győzelmi százalékkal rendelkezik az NFL-ben, a Browns nem szerepelt a liga világbajnokságán az összeolvadás óta. Az AFC-ben háromszor szerepeltek a döntőben, de mindhárom alkalommal vereséget szenvedtek. A Cleveland egyike annak a négy NFL-csapatnak, akik nem tudták kvalifikálni magukat a Super Bowlra, emellett ők az egyetlen csapat, akik sosem rendeztek még Super Bowlt.
A csapat magyar vonatkozása, hogy több magyar származású ember segítette a Clevelandet. A már kint született Lou Groza és Bernie Kosar irányítóként segítette a csapat sikereit. 1949-ben az ohiói Les Horvath volt a csapat játékosa.

## Története
A Cleveland Browns csapatát 1946-ban alapította Arthur B. "Mickey" McBride üzletember. A licenc megszerzése után nem sokkal McBride az Ohio Állami Egyetemen játszó Buckeyes edzőjét, Paul Brownt nevezte ki alelnöknek, menedzsernek és vezetőedzőnek. Pályázatot írtak ki a csapat nevére. A legnépszerűbb javaslata  Browns volt, Brown edző elismerése miatt, aki már akkor az ohiói sportélet jeles alakja volt. Brown először tiltakozott a név ellen, így a csapat a beküldött javaslatok közül a Panthers nevet választotta. Nem sokkal később egy helyi üzletember tájékoztatta a csapatot, hogy ezen a néven már szerepelt egy korábbi csapat, így Brown végül beleegyezett a Browns név használatába.
Brown korábban a Buckeyes és - a második világháború alatt - a Haditengerészet csapatait edzette. Olyan csapatot szerkesztett össze, mely olyan tehetségekből állt, mint Otto Graham irányító, (a mellesleg magyar származású) Lou Groza támadó, Mac Speedie wide reciever, Marion Motley fullback és Bill Willis védő.
Colliert 1970-ben Nick Skorits váltotta az edzői poszton, aki a siralmas 1974-es szezon után elveszítette állását. 1975-től a korábbi segédedző, Forrest Gregg lett a csapat vezetőedzője. Az 1977-es évadban a csapat megroggyant, az új edző a szezon végéig Dick Modzelewski lett. 1977. december 27-én Sam Rutigliano lett az edző, aki támogatta Brian Sipe irányítót, aki összesen 21 touchdownt szerzett és 2900 yardot futott az 1978-as szezonban. Az 1980-as szezon nagyon sikeres volt, az 1981-es viszont rémálom. Sipe csak 17 touchdownt ért el, a csapat 5 győzelmet ért el és 11 vereséget szenvedett, és az egyetlen játékos, aki 1000 yard fölött futott, Ozzie Newsome volt, de ő is csak hat touchdownt ért el.
1985-ben a Brown leigazolta a magyar ősökkel rendelkező Bernie Kosar irányítót. Kosar remek játékával hat meccsből négyet nyertek meg. A csapat sikerességét még Earnest Byner és Kevin Mack segítette, mindketten több mint 1000 yardot futottak, amit 2008-ig nem tudtak megdönteni, amikor a New York Giants játékosai, Brandon Jacobs and Derrick Ward  áttörték ezt a határt. 1986-ban a divíziós döntőben a Miami Dolphins ellen léptek pályára, ahol félidőben még vezettek, majd Dan Marino felhozta a Miamit, akik 24-21-re nyertek. A Browns sikerei 1987-ben tértek vissza. Kosar és hét másik játékos (Mack, Dixon, Golic, Minnifield, Clay Matthews, Gerald McNeil és Cody Risien) összesen 22 touchdownt szereztek és 3000 yardot futottak. A Cleveland abban az évben AFC központi divíziós bajnokságot nyert, 10 győzelmet szereztek és csak 5 vereséget.